# John Nicholson (Politiker, 1765)
John Nicholson (* 1765 in Herkimer, Provinz New York; † 20. Januar 1820 ebenda) war ein US-amerikanischer Jurist und Politiker. Zwischen 1809 und 1811 vertrat er den Bundesstaat New York im US-Repräsentantenhaus.

## Werdegang
John Nicholson wuchs während der britischen Kolonialzeit auf. Er erhielt eine bescheidene Schulbildung. Nicholson studierte Jura, bekam seine Zulassung als Anwalt und begann dann zu praktizieren. Er hielt verschiedene lokale Ämter. Von 1782 bis 1785 vertrat er den Ulster County und im Jahr 1810 den Orange County in der New York State Assembly.
Als Gegner einer zu starken Zentralregierung schloss er sich in jener Zeit der von Thomas Jefferson gegründeten Demokratisch-Republikanischen Partei an. Bei den Kongresswahlen des Jahres 1808 für den 11. Kongress wurde er im zehnten Wahlbezirk von New York in das US-Repräsentantenhaus in Washington, D.C. gewählt, wo er am 4. März 1809 die Nachfolge von Josiah Masters antrat. Er schied nach dem 3. März 1811 aus dem Kongress aus.
Am 20. Januar 1820 verstarb er in Herkimer.